# Comuna Irșîkî, Starokosteantîniv
Irșîkî (în ucraineană Іршики) este o comună în raionul Starokosteantîniv, regiunea Hmelnîțkîi, Ucraina, formată din satele Hîjnîkî, Iaremîci, Irșîkî (reședința) și Malîșivka.

## Demografie
Componența lingvistică a comunei Irșîkî
     Ucraineană (98,82%)
     Rusă (1,18%)
Conform recensământului din 2001, majoritatea populației comunei Irșîkî era vorbitoare de ucraineană (98,82%), existând în minoritate și vorbitori de rusă (1,18%).